# Fundación La Salle de Ciencias Naturales
La Fundación La Salle de Ciencias Naturales es una institución venezolana sin fines de lucro que se dedica a impartir educación básica, media, diversificada y técnica para el trabajo. También desarrolla investigaciones científicas relacionadas con las ciencias naturales y sociales, propias de Venezuela, y a transferir a las comunidades y relacionados las herramientas necesarias para ejecutar programas de extensión y producción que promuevan su autodesarrollo. 
La fundación posee una decena de centros educativos repartidos por todo el país de los que se destacan sus sedes de Caracas, Margarita, Guayana, Boconó, Cojedes y Tumeremo.

### Historia

#### Contexto Histórico
Venezuela, en los años siguientes a la dictadura de Juan Vicente Gómez (fallecido en 1936), buscaba modernizarse. Esta modernización estaba dirigida hacia la superación del atraso de una sociedad predominantemente rural. Con la consolidación de la explotación petrolera, el país vio posibilidades reales para impulsar dicho proceso modernizador. La modernización, además, conllevaba el desarrollo de nuevas tecnologías, expansión de servicios públicos y cambios en la estructura ocupacional. Se observa un período de crecimiento del estado nacional, el surgimiento de instituciones civiles, y cambios significativos en la cultura y comportamiento social. El ideal modernizador se nutría tanto de esfuerzos nacionales como de influencias de modelos de sociedades consideradas modernas, como Estados Unidos y Europa Occidental.

### Establecimiento
La Fundación La Salle fue registrada oficialmente el 5 de diciembre de 1957, en el contexto de una Venezuela que buscaba modernizarse durante el gobierno de Pérez Jiménez. La Salle surge para establecer investigaciones y educación técnica, principalmente, a sectores excluidos de la sociedad. El acta constitutiva y estatuto de la fundación fueron respaldados por figuras de la época, entre ellos religiosos de la Congregación de los Hermanos de la Salle y personalidades del ámbito académico, industrial y gubernamental de Venezuela.
El estatuto de la fundación se finalizó el 21 de agosto de 1957. Durante este proceso, el Hermano Ginés, junto con otros miembros de la Sociedad de Ciencias Naturales La Salle, obtuvo la aprobación de la Congregación de los Hermanos de la Salle para establecer la fundación. Para apoyar sus actividades iniciales, la Congregación cedió un terreno de 20 mil metros cuadrados en Caracas.

#### Desarrollo y Actualidad
A lo largo de su existencia, la Fundación ha establecido diversos espacios geográficos, denominados "Campus", distribuidos a lo largo del territorio venezolano. Estos centros se dedican a diversas investigaciones relacionadas con el entorno natural del país. En tiempos contemporáneos, la Fundación La Salle ha adaptado sus objetivos y enfoques para enfrentar y abordar las demandas de la sociedad bajo el amparo de principios cristianos.

### Museo de Historia Natural La Salle
El MHNLS se originó en 1940 dentro de la Sociedad de Ciencias Naturales La Salle. Posteriormente, desempeñó un papel en el establecimiento de la Fundación La Salle de Ciencias Naturales en 1957 y del Instituto Caribe de Antropología y Sociología (ICAS) en 1961. El museo se encuentra en la Avenida Boyacá de Caracas, en el ala norte del Sótano 1 del edificio de la Fundación La Salle de Ciencias Naturales. Sus áreas de especialización abarcan la taxonomía, sistemática, biogeografía, ecología, conservación y uso sostenible de la diversidad biológica de Venezuela.
En 2023, el Museo de Historia Natural La Salle (MHNLS), una entidad de a la Fundación La Salle de Ciencias Naturales, fue galardonado con el Premio Luis y Juli Carbonell otorgado por la Academia de Ciencias Físicas, Matemáticas y Naturales de Venezuela (ACFIMAN). Esta distinción se otorgó en reconocimiento a la significativa contribución del museo al estudio y valoración de la biota venezolana, resaltando su labor en la exploración de hábitats y la consolidación y conservación de colecciones biológicas. El proceso de calificación estuvo a cargo de un jurado compuesto por Alicia Villamizar, Miembro Correspondiente Nacional de la ACFIMAN; Alejandro Luy, gerente general de la Fundación Tierra Viva; y Antonio Machado-Allison, Individuo de Número de la ACFIMAN. Juntos, acordaron sobre la invaluable aportación del MHNLS al patrimonio natural de Venezuela durante sus 80 años de trayectoria, subrayando su empeño en "el estudio, divulgación y formación de capital humano enfocado en la conservación y uso sustentable de la flora y fauna del país".